# 旭川市立北光小学校
旭川市立北光小学校（あさひかわしりつ ほっこうしょうがっこう）は、北海道旭川市旭町1条16丁目にある公立（市立）の小学校。

## 概要

### 児童
- 全校児童 : 270人（16クラス）
  - 1年生 - 48人（2クラス）
  - 2年生 - 38人（2クラス）
  - 3年生 - 49人（2クラス）
  - 4年生 - 48人（2クラス）
  - 5年生 - 41人（1クラス）
  - 6年生 - 46人（2クラス）
  - 特別支援学級（内数） - 25人（5クラス）

2018年（平成30年）9月1日現在

### 教職員
- 校長 - 1人
- 教頭 - 1人
- 主幹教諭 - 1人
- 教諭 - 19人
- 養護教諭 - 1人
- 栄養教諭 - 1人
- 事務職員 - 1人

2018年（平成30年）5月1日現在

## 沿革
- 1968年（昭和43年）11月 - 旭川市立北光小学校として開校する。
- 1970年（昭和45年）2月 - 校旗を制定する。
- 1983年（昭和58年）7月 - 北光「愛の鐘」を設置する。
- 1988年（昭和63年）9月 - 北光小学校が北海道健康優良校表彰を受ける。
- 2005年（平成17年）4月1日 - 教育目標を制定する。
- 2010年（平成22年）4月 - たいよう学級を開設する。
- 2015年（平成27年）4月 - あさがお学級を開設する。

## 通学区域
- 旭町
  - 1条 - 9丁目から21丁目（9丁目は旭町・北門町9丁目道路線より西）
  - 2条 - 9丁目から21丁目（9丁目は旭町2条9丁目・大町2条9丁目間1号線より西）
- 北門町 - 9丁目から22丁目（9丁目は旭町・北門町9丁目道路線より西）